# National LambdaRail
National LambdaRail is het eerste continentale ethernet-computernetwerk (in de VS). De naam wordt ook gebruikt voor het samenwerkingsverband van instellingen en organisaties die het netwerk hebben ontwikkeld en voor de op stapel staande ontwikkelingen. De eerste verbinding werd in november 2003 gelegd tussen de University of Pittsburgh en de Carnegie-Mellon Universiteit. LambdaRail lijkt in veel opzichten op Abilene, maar biedt meer mogelijkheden voor experimenten. Het netwerk wordt ondersteund door het Internet2-project.